# Sons of Kyuss EP
Sons of Kyuss — дебютный мини-альбом дезерт-рок-группы Kyuss, вышедший в 1990 году. Этот релиз — единственный, выпущенный во времена, когда коллектив назывался Sons of Kyuss. Все песни написаны самой группой. Так как было выпущено всего несколько сотен копий альбома, он является очень раритетным. Некоторые песни из этого EP были переизданы на первом лонгплее Wretch в 1991. Sons of Kyuss был переиздан на CD в 2000 году.

## Список композиций
| №  | Название                | Длительность |
| -- | ----------------------- | ------------ |
| 1. | «Deadly Kiss»           | 5:05         |
| 2. | «Window of Souls»       | 4:23         |
| 3. | «King»                  | 3:07         |
| 4. | «Isolation Desolation»  | 3:33         |
| 5. | «Love Has Passed Me By» | 3:14         |
| 6. | «Black Widow»           | 2:42         |
| 7. | «Happy Birthday»        | 3:50         |
| 8. | «Katzenjammer»          | 3:00         |

## Участники записи
- Джон Гарсия — вокал
- Джош Хомме — гитара
- Крис Кокрелл — бас
- Брэнт Бьорк — ударные